# Oxford (Nebraska)
Oxford es una villa ubicada en el condado de Furnas en el estado estadounidense de Nebraska. En el Censo de 2010 tenía una población de 779 habitantes y una densidad poblacional de 316,27 personas por km².

## Geografía
Oxford se encuentra ubicada en las coordenadas 40°15′11″N 99°37′58″O / 40.25306, -99.63278. Según la Oficina del Censo de los Estados Unidos, Oxford tiene una superficie total de 2.46 km², de la cual 2.46 km² corresponden a tierra firme y (0%) 0 km² es agua.

## Demografía
Según el censo de 2010, había 779 personas residiendo en Oxford. La densidad de población era de 316,27 hab./km². De los 779 habitantes, Oxford estaba compuesto por el 96.02% blancos, el 0.13% eran afroamericanos, el 1.16% eran amerindios, el 0.39% eran asiáticos, el 0% eran isleños del Pacífico, el 1.54% eran de otras razas y el 0.77% pertenecían a dos o más razas. Del total de la población el 3.21% eran hispanos o latinos de cualquier raza.